# Leptoctenopsis leucographa
Leptoctenopsis leucographa là một loài bướm đêm trong họ Geometridae.